# SN 2003ej
SN 2003ej – supernowa typu II odkryta 20 maja 2003 roku w galaktyce UGC 7820. W momencie odkrycia miała maksymalną jasność 16,50m.